# گمینا بوکووینا تاتژانگسکا
گمینا بوکووینا تاتژانگسکا (به لهستانی:  Gmina Bukowina Tatrzańska) یک گمینا در لهستان است که در شهرستان تاترا واقع شده‌است. گمینا بوکووینا تاتژانگسکا ۱۳۱٫۸۴ کیلومتر مربع مساحت و ۱۲٬۳۸۶ نفر جمعیت دارد.